# Elena Casal Fernández
Elena Casal Fernández (Redondela, Pontevedra, España, 25 de agosto de 1988) fue una árbitra de fútbol español de la Primera División Femenina de España hasta su descenso de categoría en 2022. Hasta la temporada 23/24 fue  árbitra  en la Primera Federación Femenina. Pertenece al Comité de Árbitros de Galicia, donde también fue árbitra de Tercera Federación.

## Trayectoria
Ascendió a la máxima categoría del fútbol femenino español el año 2017, cuando esta fue creada para que la Primera División Femenina de España fuera dirigida únicamente por árbitras.
En 2022 descendió de categoría a la Primera Federación Femenina.

## Temporadas
| Categoría                   | País   | Año       |
| --------------------------- | ------ | --------- |
| Primera División            | España | 2017-2022 |
| Primera Federación Femenina | España | 2022-     |